# Boccador de Simm
Boccador de Simm, född 7 juli 2011 i Frankrike, är en fransk varmblodig travhäst som tävlade mellan 2013 och 2016. Han tränades av sin ägare Philippe Allaire under hela karriären, och kördes då av Joseph Verbeeck (2013–2014) och Pierre Vercruysse (2014-2016).
Under sin tävlingskarriär sprang han in 243 150 euro på 10 starter varav 6 segrar och 2 andraplatser. Han tog karriärens största seger i Prix Albert-Viel (2014).
Han har även segrat i stora lopp som Prix de Faulquemont (2014) och kommit på andraplats i Prix Kalmia (2014) och Prix Jacques de Vaulogé (2014).

## Statistik

### Större segrar
| År   | Lopp                | Kusk              | Vinstbelopp | Grupp   |
| ---- | ------------------- | ----------------- | ----------- | ------- |
| 2014 | Prix de Faulquemont | Joseph Verbeeck   | 29 250 EUR  | Grupp 3 |
| 2014 | Prix Albert-Viel    | Pierre Vercruysse | 90 000 EUR  | Grupp 1 |